# 안산진흥초등학교
안산진흥초등학교(安山振興初等學校)는 대한민국 경기도 안산시에 있는 공립 초등학교이다.

## 연혁
- 2003년 3월 1일 : 개교